# Libertas Trogylos Basket 1979-1980
La stagione 1979-1980 della Libertas Trogylos Basket è stata la seconda disputata in Serie B femminile; la società è stata promossa in A2.

## Rosa
| Giocatrici |
| ---------- |

| N° | Naz.              | Ruolo | Sportivo            | Anno | Alt. |  |
| -- | ----------------- | ----- | ------------------- | ---- | ---- |  |
|    | Italia (bandiera) |       | Sofia Adorno        |      |      |  |
|    | Italia (bandiera) |       | Ivana Gabrielli     |      |      |  |
|    | Italia (bandiera) |       | Enza Aloini         |      |      |  |
|    | Italia (bandiera) |       | Giusy Gervasi       |      |      |  |
|    | Italia (bandiera) |       | Daniela Danesi      |      |      |  |
|    | Italia (bandiera) |       | Renata Pinto        |      |      |  |
|    | Italia (bandiera) | G     | Sofia Vinci         | 1966 | 175  |  |
|    | Italia (bandiera) |       | Rosalba Bombardieri |      |      |  |
|    | Italia (bandiera) |       | Rosanna Guarino     |      |      |  |
|    | Italia (bandiera) |       | Luana Squillaci     |      |      |  |
|    | Italia (bandiera) |       | Rita Andolina       |      |      |  |

| Staff tecnico              |
| -------------------------- |
| Allenatore: Santino Coppa  |
| Aiuto allenatore: Campagna |
| Dirigente: Ricci           |